# Stenomeria decalepis
Stenomeria decalepis är en oleanderväxtart som beskrevs av Porphir Kiril Nicolai Stepanowitsch Turczaninow. Stenomeria decalepis ingår i släktet Stenomeria och familjen oleanderväxter. Inga underarter finns listade i Catalogue of Life.